# Annie Pelletier
Annie Pelletier (* 22. Dezember 1973 in Montreal) ist eine ehemalige kanadische Wasserspringerin. Sie startete im Kunstspringen vom 1-m- und 3-m-Brett. Zu ihren größten Erfolgen zählt der Gewinn von je einer Bronzemedaille bei Olympischen Spielen und Schwimmweltmeisterschaften.
Pelletier war zunächst in einem Turnverein aktiv, wechselte mit 13 Jahren aber zum Wasserspringen. Sie sprang für den Verein CAMO Natation Montreal und wurde dort von Donald Dionne trainiert. Ihren internationalen Durchbruch erlebte Pelletier im Jahr 1994. Bei der Weltmeisterschaft in Rom errang sie vom 1-m-Brett Bronze und gewann zudem bei den Commonwealth Games in Victoria den Titel vom 1-m- und 3-m-Brett. Im Jahr darauf konnte Pelletier auch bei den Panamerikanischen Spielen in Mar del Plata einen Titel erringen. Sie gewann Gold vom 3-m-Brett und Silber vom 1-m-Brett. Ihren sportlich größten Erfolg feierte Pelletier bei den Olympischen Spielen 1996 in Atlanta. Als 17. des Vorkampfs erreichte sie nur knapp das Halbfinale, als 12. des Halbfinals nur knapp das Finale, wo sie dann aber überzeugte und die Bronzemedaille gewinnen konnte.
Pelletier erreichte insgesamt sieben nationale Titel. Nach den Olympischen Spielen 1996 beendete sie ihre aktive Karriere. Als Koordinatorin einer Sportförderstiftung in Québec und als TV-Expertin blieb sie dem Wasserspringen jedoch in anderer Funktion erhalten.